# Milovan Danojlić
Œuvres principales
- La Route et l'Éclat (1976)
- Les Libérateurs et les Traîtres (1997)
- La Ballade de la pauvreté (1999)

Compléments
- Ancien étudiant de l'université de Belgrade
- Membre non résident de l'Académie serbe des sciences et des arts

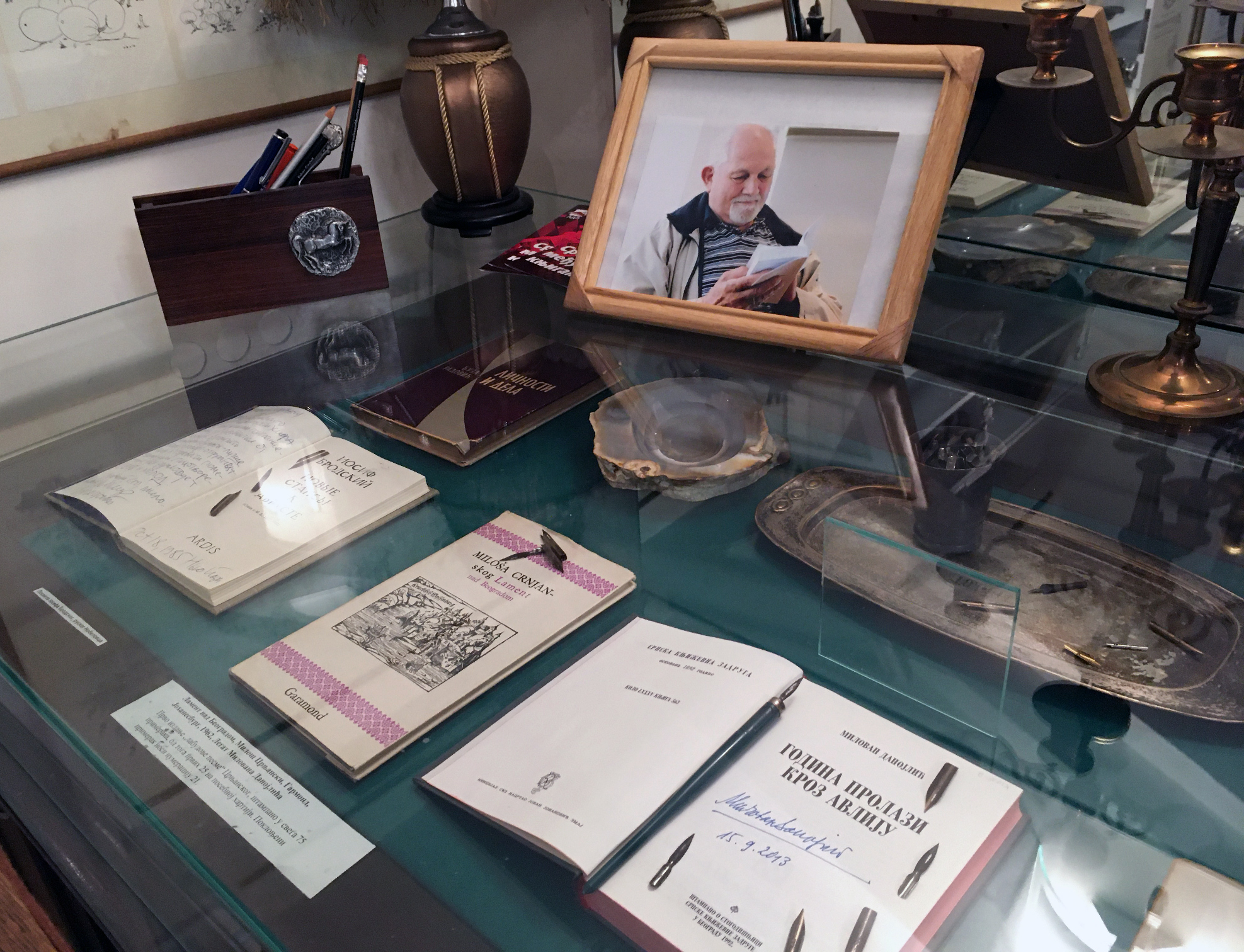
Souvenirs de Milovan Danojlić au siège d'Adligat à Belgrade.

Milovan Danojlić (en serbe cyrillique : Милован Данојлић ; né le 3 juillet 1937 à Ivanovci près de Ljig et mort le 23 novembre 2022 à Poitiers, est un écrivain et un homme politique yougoslave puis serbe.

## Biographie
Milovan Danojlić, diplômé de l'université de Belgrade en langue et littérature française, a publié plus de 70 ouvrages de fiction et de poésie. Parmi ses œuvres les plus connues figurent Neka vrsta cirkusa (Une sorte de cirque), Licne stvari - ogledi o sebi i o drugima ((Les affaires personnelles - essais sur soi et les autres) et Balada o siromastvu (La Ballade de la pauvreté). En 1976, il a reçu le prix de poésie de la Matica srpska de Novi Sad pour son recueil Put i sjaj, et, en 1997, le prix NIN du meilleur roman pour Oslobodioci i izdajnici (Les Libérateurs et les Traîtres).
À partir de 1984, il vit majoritairement en France, où il est pendant deux ans lecteur de langue serbo-croate à l'université de Poitiers.
En 1989, il est membre du comité fondateur du Parti démocrate, le premier parti d'opposition non communiste en Serbie depuis 1945. Il est membre de l'Académie serbe des sciences et des arts.
En 2018, Milovan Danojlić devient membre à part entière de l'Académie serbe des sciences et des arts et, à partir de 2010, il écrit régulièrement dans les colonnes du magazine NIN.

## Œuvres
- Urođenički psalmi, Nolit, Belgrade, 1957.
- Nedelja, Lykos, Zagreb, 1959.
- Kako spavaju tramvaji, Lykos, Zagreb, 1959.
- Noćno proleće, Progres, Novi Sad, 1960.
- Balade, Nolit, Belgrade, 1966.
- Lirske rasprave, Matica srpska, Novi Sad, 1967.
- Furunica-jogunica, Kulturni centar, Novi Sad, 1969.
- Glasovi, Belgrade, 1970.
- Čudnovat dan, Mlado pokolenje, Belgrade, 1971.
- O ranom ustajanju, Matica srpska, Novi Sad, 1972.
- Rodna godina, BIGZ, Belgrade, 1972.
- Onde potok, onde cvet, Zmajeve dečje igre/Radnički univerzitet, Novi Sad, 1973.
- Čistine, Matica srpska, Novi Sad, 1973.
- Grk u zatvoru, August Cesarec, Zagreb, 1975.
- Naivna pesma, Nolit, Belgrade, 1976.
- Put i sjaj, Matica srpska, Novi Sad, 1976.
- Kako je Dobrislav protrčao kroz Jugoslaviju, BIGZ, Belgrade, 1977.
- Muka s rečima, Slobodan Mašić, Belgrade, 1977.
- Pesme, Nolit, Belgrade, 1978.
- Tačka otpora, Liber, Zagreb, 1978.
- Zimovnik, Zbirka Biškupić, Zagreb, 1979.
- Zmijin svlak, Nolit, Belgrade, 1979.
- Rane i nove pesme, Prosveta, Belgrade, 1979.
- Kako živi poljski miš, Narodna knjiga, Belgrade, 1980.
- Senke oko kuće, Znanje, Zagreb, 1980.
- To : vežbe iz upornog posmatranja, Prosveta, Belgrade, 1980.
- Srećan život, Mladost, Zagreb, 1981.
- Mišja rupa, M. Danojlić/M. Josić, Belgrade, 1982.
- Sunce je počelo da se zlati, Zavod za izdavanje udžbenika, Novi Sad, 1982.
- Čišćenje alata, M. Danojlić/S. Mašić, Belgrade, 1982.
- Brisani prostor, Srpska književna zadruga, Belgrade, 1984.
- Podguznica, M.Josić/M. Danojlić, Belgrade, 1984.
- Šta sunce večera, Rad, Belgrade, 1984.
- Kao divlja zver : teškoće s ljudima i sa stvarima, Filip Višnjić, Belgrade, 1985.
- Večiti nailazak : stihovi, Jugoslavika, Toronto, 1986.
- Dragi moj Petroviću, Znanje, Zagreb, 1986.
- Čekajući da stane pljusak, Paris, 1986.
- Pisati pod nadzorom, Nova Jugoslavija, Vranje, 1987.
- Neka vrsta cirkusa, Književna omladina Srbije, Belgrade, 1989.
- Tačka otpora : izabrane pesme, Srpska književna zadruga, Belgrade, 1990.
- Zlo i naopako, BIGZ, Belgrade, 1991.
- Godina prolazi kroz avliju, Srpska književna zadruga, Belgrade, 1992.
- Pesme za vrlo pametnu decu, Prosveta, Belgrade, 1994.
- Da mi je znati : izbor iz poezije za decu, Zmaj, Novi Sad, 1995.
- Na obali, Gradska biblioteka, Čačak, 1995.
- Martovsko sunce : izbor iz poezije za decu, ING Komerc, Novi Sad, 1996.
- Mesto rođenja, Filip Višnjić, Belgrade, 1996.
- Muka duhu, Draganić, Belgrade, 1996.
- Teško buđenje, Plato, Belgrade, 1996.
- Šta čovek da radi, Obrazovanje, Novi Sad, 1996.
- Jesen na pijaci, Školska knjiga, Novi Sad, 1997.
- Nedelja u našoj ulici, Todor, Novi Sad, 1997.
- Oslobodioci i izdajnici, Filip Višnjić, Belgrade, 1997.
- Balada o siromaštvu, Filip Višnjić, Belgrade, 1999.
- Veliki ispit, Verzal Press, Belgrade, 1999.
- Kako spavaju tramvaji i druge pesme, Jefimija, Kragujevac, 1999.
- Kako je kralj Koba Jagi napustio presto, Intelekta, Valjevo, 2000.
- Pevanija za decu, Dečje novine, Gornji Milanovac, 2000.
- Razgorevanje vatre : izabrane pesme, Zadužbina Desanke Maksimović, Belgrade, 2000.
- Lične stvari : ogledi o sebi i drugima, Plato, Belgrade, 2001.
- Mesec je pun kao kljun : izbor iz poezije za decu, Agencija za otkrivanje i razvoj talenata "Nikola Tesla", Novi Sad, 2001.
- Ograda na kraju Beograda, Bookland, Belgrade, 2001.
- Pustolovina ili Ispovest u dva glasa, Filip Višnjić, Belgrade, 2002.
- Zečji tragovi, Filip Višnjić, Belgrade, 2004.
- Srbija na zapadu, NB "Stefan Prvovenčani", Kraljevo, 2005.
- Čovek čoveku, Književna zajednica "Borisav Stanković", Vranje, 2006.
- Pešački monolog, Plato, Belgrade, 2007.
- Učenje jezika, Srpska književna zadruga, Belgrade, 2008.
- Priča o pripovedaču, IP Matica srpska, Novi Sad, 2009.
- Crno ispod noktiju, Plato, Belgrade, 2010.
- Dobro jeste živeti, Albatros Plus, Belgrade, 2010.
- Iznuđene ispovesti, Plato, Belgrade, 2010.
- Pisma bez adrese, Službeni glasnik, Belgrade, 2012.
- Hrana za ptice, Albatros Plus, Belgrade, 2014.